# 芙蓉站 (森美兰)
芙蓉站位於马来西亚森美兰州芙蓉市，是KTM通勤铁路芙蓉线和KTM电动列车服务的停站之一。

## 车站周边
- 森美兰州立博物馆（Tuanku Ja'afar Royal Gallery）